# Encyclia oncidioides
Encyclia oncidioides là một loài lan trong chi Encyclia. Số nhiễm sắc thể lưỡng bội của E. oncidioides là 2n = 40.

## Đồng nghĩa
- Epidendrum oncidioides Lindl. (Basionym)
- Epidendrum ensiforme Vell.
- Epidendrum gravidum Lindl.
- Epidendrum guillemianum Lindl. ex Planch.
- Epidendrum longifolium Barb.Rodr.
- Epidendrum sintenisii Rchb.f.
- Epidendrum monticola Fawc. & Rendle.
- Encyclia longifolia (Barb.Rodr.) Schltr.
- Encyclia gravida (Lindl.) Schltr.
- Encyclia sintenisii (Rchb.f.) Britton
- Epidendrum oncidioides var. gravidum (Lindl.) Ames
- Encyclia monticola (Fawc. & Rendle) Acuña
- Encyclia ensiformis (Vell.) Hoehne
- Encyclia oncidioides var. gravida (Lindl.) Hoehne
- Encyclia vellozoana Pabst
- Encyclia cardimii Pabst & A.F.Mello

## Hình ảnh

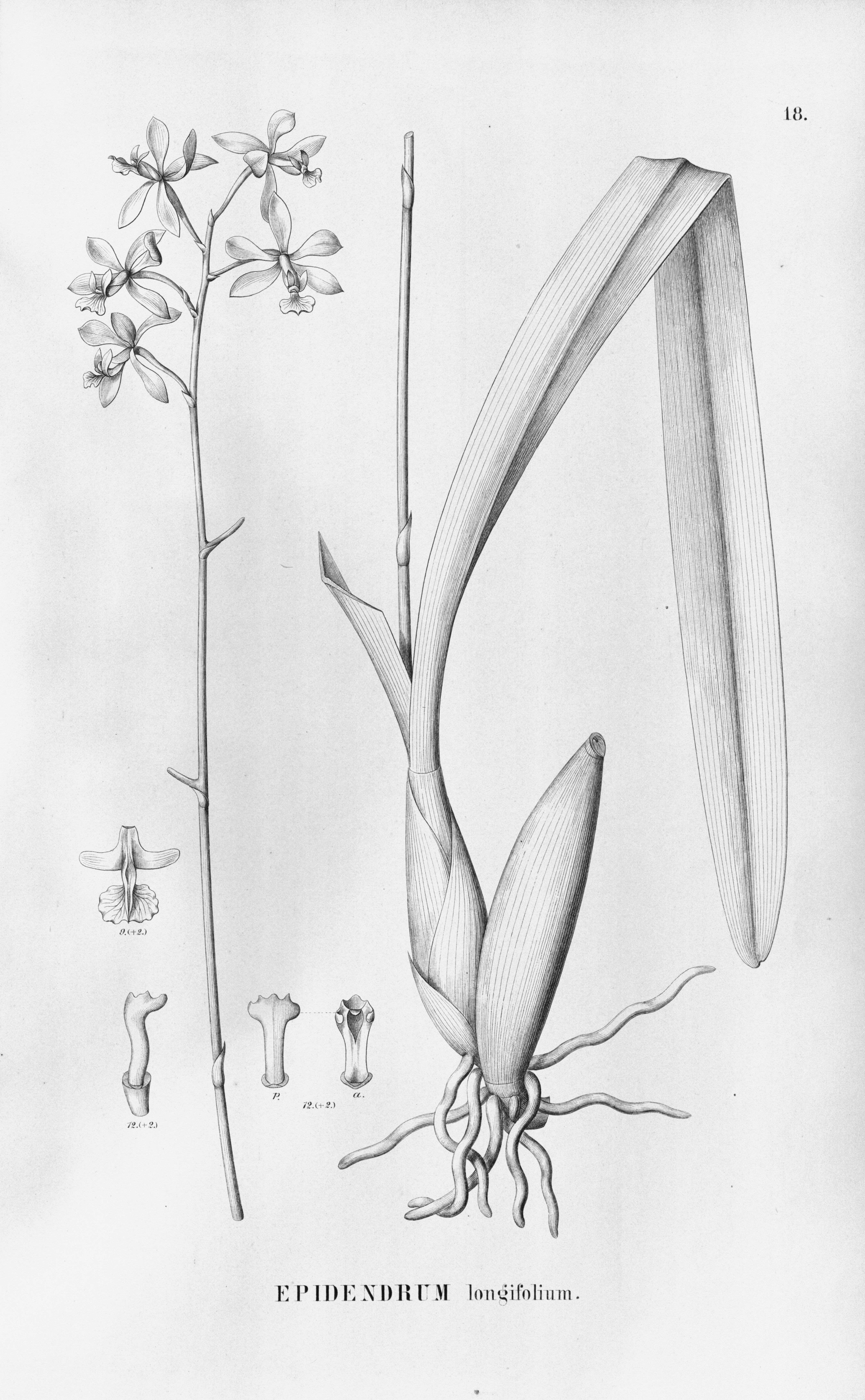
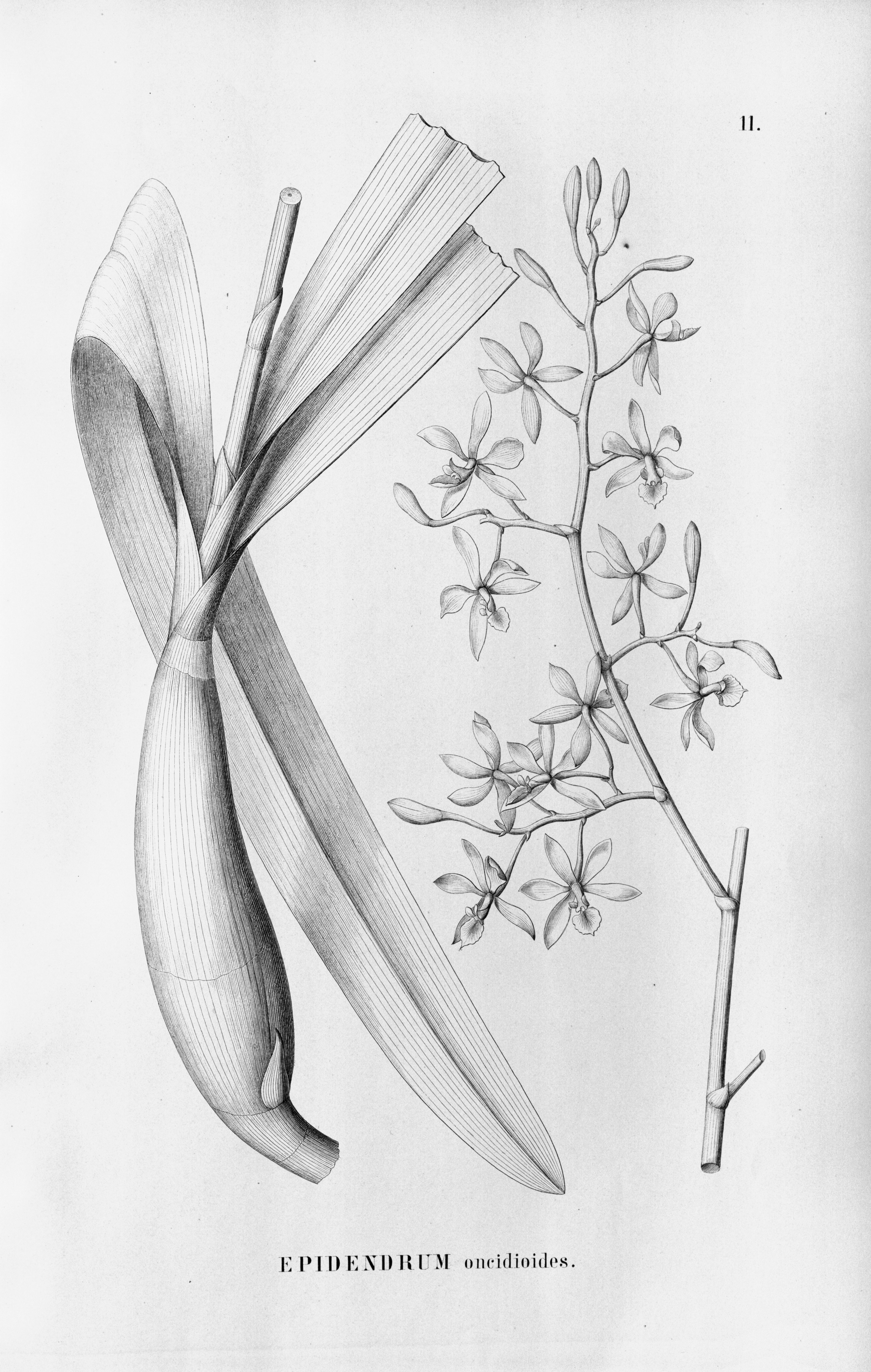
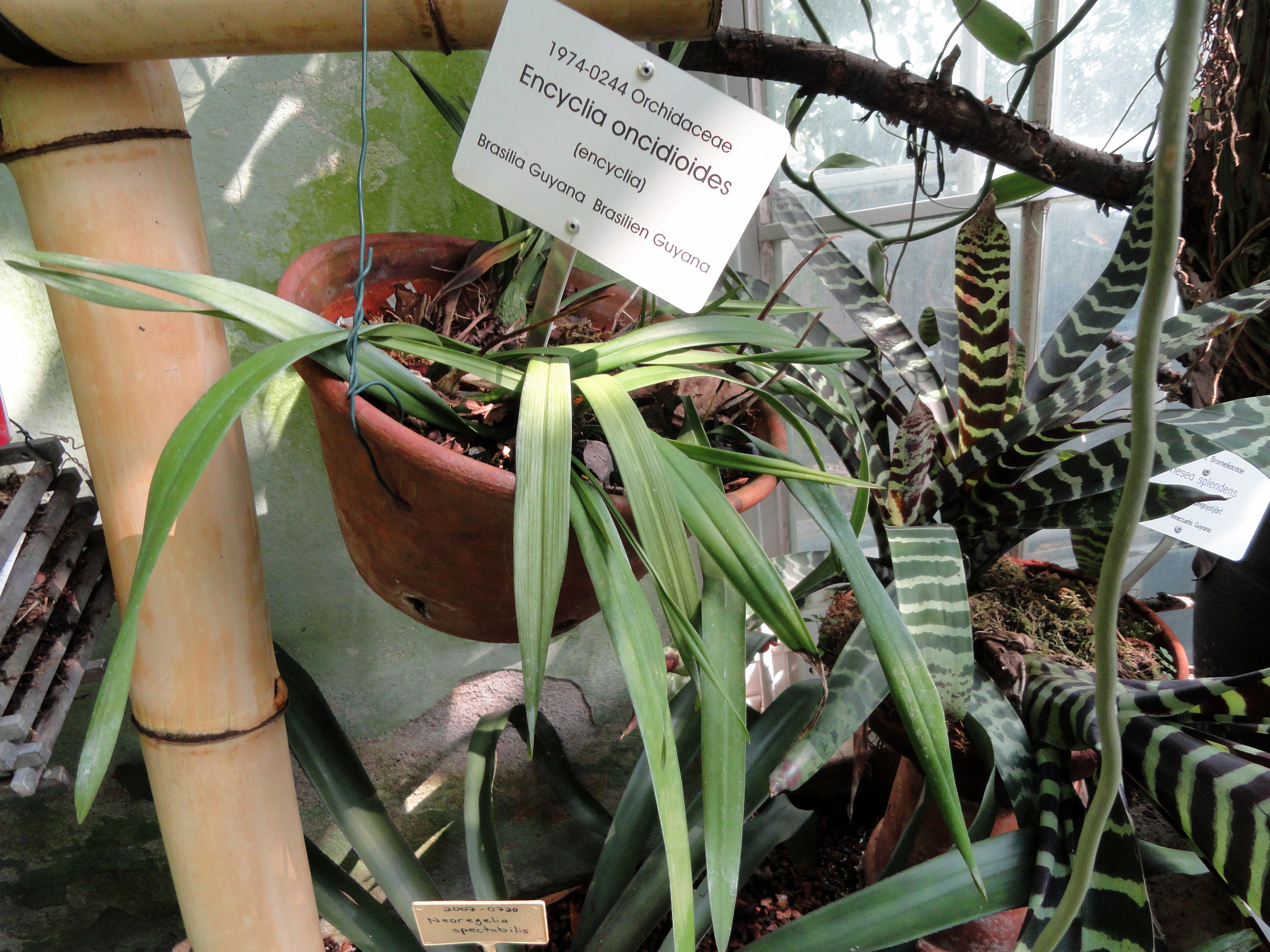
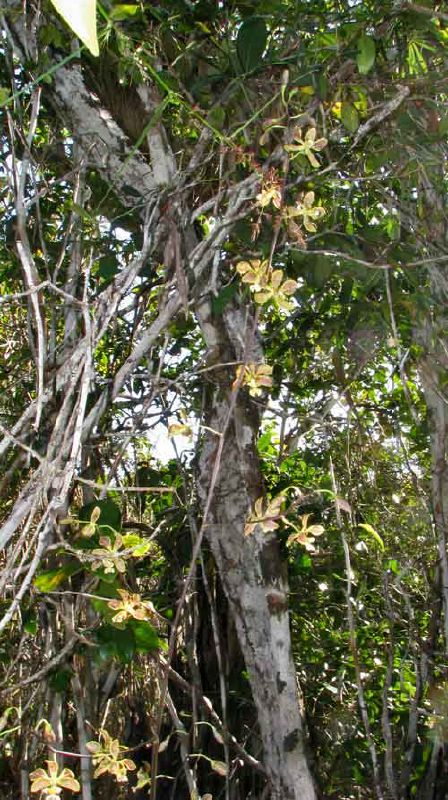